# Davis (Metro de Chicago)
Davis es una estación en la línea Púrpura del Metro de Chicago. La estación se encuentra localizada en 1612 Benson Avenue en Evanston, Illinois. La estación Davis fue inaugurada el 16 de mayo de 1908.  La Autoridad de Tránsito de Chicago es la encargada por el mantenimiento y administración de la estación.

## Descripción
La estación Davis cuenta con 1 plataformas laterales y 2 vías. 

## Conexiones
La estación es abastecida por las siguientes conexiones: 
- Rutas del CTA Buses: #93 California/Dodge #201 Central/Ridge #N201 Central/Sherman (Owl Service) #205 Chicago/Golf (nocturno)